# Квантова тривіальність
Квантово-польову теорію називають тривіальною, коли в деякій границі вона є вільною. Щоб отримати вільну теорію, слід спрямувати до нуля константу зв'язку в даній границі. Добре відомо, що для калібрувальної теорії пропагатор може залежати від вибору масштабу. Але також справедливим є те, що для деяких теорій виникнення вільного пропагатора і відповідної поведінки вищих n-точкових функцій є вже достатнім для констатування тривіальності.

## Тривіальність тахіггсівськамодель
В квантовій теорії поля екранування заряду може обмежувати спостережуване значення «перенормованого» заряду класичної теорії. Якщо єдиним допустимим значенням перенормованого заряду є нуль, кажуть, що теорія «тривіальна», або невзаємодіюча. Таким чином, класична теорія, яка з'явилась, аби описати взаємодіючі частинки, може, будучи поданою в рамках квантової теорії поля, стати «тривіальною» теорією невзаємодіючих вільних частинок. Строге доведення є основою ідеї, що теорія поля, яка містить лише скалярний бозон Хіггса, є тривіальною в чотиривимірному просторі-часі. Проте ситуація для реалістичних моделей, що включають інші частинки, окрім бозону Хіггса, загалом не відома. Все ж таки, оскільки бозон Хіггса відіграє центральну роль в Стандартній моделі фізики елементарних частинок, питання тривіальності в гіґґсівських моделях має велике значення.
Ця гіґґсівська тривіальність подібна до задачі про полюс Ландау в квантовій електродинаміці, де така квантова теорія може бути нелогічною при дуже великих імпульсах, доки перенормований заряд не покласти рівним нулю, тобто доки теорія поля не стане такою, що не містить взаємодій. Задача про полюс Ландау має загалом другорядний інтерес для квантової електродинаміки внаслідок неможливості великих імпульсів, при яких виникає нелогічність. Проте це не є той випадок в теоріях, що включає елементарний скалярний бозон Хіггса, коли на масштабі імпульсів, при яких «тривіальна» теорія показує нелогічність, можуть бути доступні такі експериментальні спроби, як ВАК. В таких гіґґсівських теоріях, взаємодія гіґґсівської частинки з самою собою постульована для забезпечення унітарності Стандартної моделі. Якщо реалістичні моделі фізики частинок, такі, як Стандартна модель потерпають від тривіальності, ідея елементарної скалярної частинки Хіггса повинна бути модифікована або залишена.
Ситуація стає складнішою, коли теорія включає інші частинки. Фактично, додавання інших частинок може перетворити тривіальну теорію на нетривіальну, але ціною накладання в'язей. Залежно від особливостей теорії, маса бозона Хіггса може бути в певних межах, чи навіть повністю передбачуваною. Ці в'язі квантової тривіальності різко контрастують з картиною, що виникає на класичному рівні, де маса Хіггса є вільним параметром.